# Anoplocurius canotiae
Anoplocurius canotiae là một loài bọ cánh cứng trong họ Cerambycidae.